# Јозефштат (Беч)
Јозефштат је осми и површински најмањи округ града Беча.cа површином од свега 1,08 квадратних километара. Укупно, Јозефштат заузима само 0,26% подручја Беча. То је такође један од најгушће насељених округа.

## Географија
Јозефштат је положен између првог округа на истоку и Бечког појаса на западу.
То је најмањи округ града Беча, али у њему живи подједнак број становника као и у првом округу. Са Унутрашњим градом граничи на исток, а заједно са окрузима од 3-9 чини прву зону, тзв. „зону унутрашњих округа“, која је од „спољашњих округа“ одвојена коловозом званим Бечки појас. 
Јозефштат је нешто узвишен у односу на сусједне округе, и налази се на платоу, а са његове сјеверне стране протиче рјечица Алс (Als), а јужно рјечица "Отакрингер поток“. Ове потоци су спроведени у подземне канале, тако да данас, у густо изграђеном Јозефштату, нису видљиви.

## Историја
Предјели данашњег Јозефштата су релативно касно насељени. Само се у близини Унутрашњег града налазило једно безимено насеље, које датира из средњег вијека. Једина позната грађевина из тог времена било је једно газдинство звано Rote Hof (црвени салаш).
Интензивно насељавање мјеста започело је тек крајем 16. вијека. 1700. године град Беч је купио ово насеље, а добило је име по цару Јозефу I, Јозефштат.
Јозефштат је други бечки округ у коме су на задњим изборима за представништво округа (23. октобар 2005) побиједили зелени. Према томе, данашњи начелник округа је из њихове партије.

## Политика

### Управа округа
| Начелници округа од 1945   | Начелници округа од 1945 |
| -------------------------- | ------------------------ |
| Егон Шизка (KPÖ)           | 4/1945-7/1945            |
| Густав Лорант ()           | 7/1945-11/1945           |
| Рихард Хонец ()            | 1945-1946                |
| Ханс Прејер ()             | 1946-1950                |
| Александер Ридл ()         | 1950-1954                |
| Франц Бартл ()             | 1954-1959                |
| Мери Франц ()              | 1959-1964                |
| Валтер Каспарек ()         | 1964-1990                |
| Лудвиг Церцан ()           | 1990-1994                |
| Франц Нојбауер ()          | 1994-1998                |
| Маргит Костал ()           | 1998-2005                |
| Хериберт Рахђијан (зелени) | 2005-2015                |
| Вероника Микел ()          | 2015-                    |